# Campethera scriptoricauda
Campethera scriptoricauda là một loài chim trong họ Picidae.